# هایمن روث
هایمن روث ، یک شخصیت داستانی در فیلم پدرخوانده: قسمت دوم است . او همچنین در رمان «پدرخوانده برمی گردد» شخصیتی جزئی است. روث یک اوباش و سرمایه گذار یهودی و شریک تجاری ویتو کورلئونه و بعداً پسرش مایکل کورلئونه است . او براساس شخصیت میگر لانسکی ، اوباش نیویورکی ساخته شده است .    این آل پاچینو بود که لی استراسبرگ ، استاد سابق بازیگری خود را برای این نقش پیشنهاد داد.